# کالیبر (فیلم ۲۰۱۸)
کالیبر (به انگلیسی: Calibre) فیلمی محصول سال ۲۰۱۸ و به کارگردانی مت پالمر است. در این فیلم بازیگرانی همچون جک لودن، مارتین مک‌کان، تونی کارن و کل مک‌آنینچ ایفای نقش کرده‌اند.